# Rikke Frank Jørgensen
Rikke Frank Jørgensen (født 1966) er seniorforsker på Institut for Menneskerettigheder, hvor hendes særlige fokus er forholdet mellem teknologi og menneskerettigheder. Hun har bl.a. udgivet bøgerne Human Rights in the Age of Platforms (MIT Press 2019), Eksponeret (Gads Forlag 2018), Framing the Net – the Internet and Human Rights (Edward Elgar 2013) og Human Rights in the Global Information Society (MIT Press 2006). Hun er medstifter af Digital Rights, og European Digital Rights (en).
Rikke Frank Jørgensen har tidligere været ansat i IT- og Forskningsministeriet, hvor hun var med til at udarbejde regeringens første IT-politiske redegørelser og handlingsplaner i perioden 1995-1999. Hun deltog i FNs Verdenstopmøde om Informationssamfundet (en) (WSIS) i 2003-2005, hvor hun sammen med Meryem Marzouki (Frankrig) koordinerede det internationale civilsamfunds Caucus om menneskerettigheder. Hun har været ekspertmedlem af Europarådets komite om internetbrugeres rettigheder, og har siddet i advisory boards for bl.a. Privacy International (en), Ranking Digital Rights og DataEthics.EU 
Hendes særlige forskningsmæssige ekspertise indenfor teknologi og menneskerettigheder, samt erfaring med at arbejde med teknologiens indvirkning på rettigheder i teori og praksis gennem mere end 20 år, gør hende til en ofte anvendt ekspert i Danmark og internationalt. Hun er bl.a. medlem af Dataetisk Råd samt regeringens ekspertgruppe om tech-giganter  og tilknyttet Københavns Universitet som ekstern lektor.
Rikke er uddannet cand.mag. i Informationsvidenskab fra Århus Universitet, og har en Europæisk Master i Menneskerettigheder og Demokratisering fra Padua Universitet og en Ph.d. i Internet og Menneskerettigheder fra RUC.

## Uddannelse
Hun blev cand.mag. fra Århus Universitet i 1994, E.MA. fra Padua i 2001, og Ph.d fra RUC i 2012.

## Udgivelser
Rikke Frank Jørgensen har redigeret og skrevet en lang række udgivelser, der alle kan findes på hendes profil på Institut for Menneskerettigheders hjemmeside.